# Irwins Schildkröte

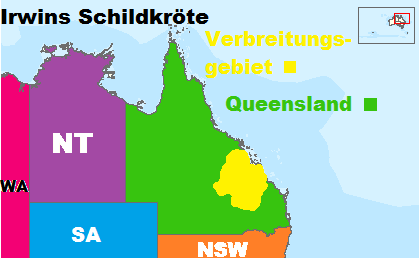
Verbreitungsgebiet (gelb) von Irwins Schildkröte im Nordosten Australiens

Irwins Schildkröte (Elseya irwini; engl. Irwin’s turtle) ist eine von sechs Arten aus der Gattung Elseya in der Familie der Schlangenhalsschildkröten. Verschiedentlich ist zu lesen, dass Irwins Schildkröte nach Bob Irwin benannt wurde, in der Erstbeschreibung unter Etymologie bezieht sich Cann allerdings ausdrücklich auf Steve Irwin.

## Beschreibung
Irwins Schildkröte ist eine große, massive, im Süßwasser lebende Schildkröte mit sehr breitem und langem Kopf. Die Carapaxlänge des Holotypus, ein adultes Weibchen, betrug 32,2 cm. Irwins Schildkröte unterscheidet sich von den anderen Arten der Gattung durch den bei den Weibchen hellen Kopf mit einer gelblichen Panzerung auf dem Oberkopf. Diese hornige Platte reicht nicht bis über die Seiten des Kopfes. Unter dem Kinn befinden sich zwei kleine, weiße Barteln.
Die Oberseite von Irwins Schildkröte ist braun bis dunkelbraun, manchmal mit verstreuten dunkleren Flecken, die Unterseite ist gräulich mit wenigen dunklen Flecken. Der Kopf ist braun und ohne Streifen. Die untere Hälfte des Kopfes ist weißlich oder weiß gefleckt, die Flecken können sich bis über die Seiten und bei den Weibchen über den gesamten Kopf erstrecken. Bei den Weibchen kann der Kopf vollständig weiß oder gelb sein.

## Lebensweise
Irwins Schildkröte kann außerhalb und unter Wasser über ihre Kloake atmen. In Gefangenschaftshaltung fressen adulte Tiere Fleisch, Fisch und Bananen, in ihrem natürlichen Lebensraum sind die möglicherweise omnivor, man weiß jedoch nur, dass sie Fleisch von Angelködern für Fische nehmen. In den Ausscheidungen des Holotypus fand man bis zu 1 cm große, teilweise unversehrte Schnecken und Teile von Pflanzenstängeln.

## Entdeckung
1990 campierten Steve Irwin und sein Vater Bob Irwin, Eigentümer des Reptile & Fauna Park in Queensland, am Ufer des Burdekin River. Dort bemerkten sie, dass ab und zu weißköpfige Schildkröten an der Wasseroberfläche auftauchten oder sich auf herausragenden Felsen sonnten. Beim Fischen mit einem fleischbestückten Köder fingen sie ein großes Weibchen und zogen es auf das Ufer. Das Exemplar wurde gefilmt, fotografiert und anschließend zurückgesetzt. Das gewonnene Material wurde mit der Bitte um Identifizierung an John Cann geschickt. 1993, nach zwei vorausgegangenen Versuchen, sammelte Cann ein Exemplar beim Tauchen im Burdekin River, etwa 18 km flussaufwärts von Ayr. Drei weitere Versuche ein Tier zu fangen schlugen fehl. Bis zu diesen Sichtungen war nichts über die Art veröffentlicht, Männchen wurden keine gesichtet.

## Bedrohung/Gefährdung/Verbreitung
Die Art lebt nur im Broken-Bowen-Flusssystem und im Burdekin River. Elseya irwini gilt als eine vom Aussterben bedrohte Spezies, weil man durch den „Urannah-Staudamm“ aus dem Fluss Urannah Creek einen Stausee machen will, was den Lebensraum der Schildkröte bedroht. Die Regierung von Queensland ist gegen eine Errichtung des Staudammes und sagte zu dem Thema: „There are no current plans to build the Urannah Dam.“
Der Ökologe Ivan Lawler von der „James Cook University’s School of Earth and Environmental Sciences“ schätzt, dass nur noch 4000 bis 5000 wildlebende Exemplare existieren. Die Forscher von der Universität haben 82 Schildkröten, davon 5 Jungtiere gefangen. Damit kann vielleicht die Zukunft der Art gesichert werden. Allerdings sind, wenn die ältere Generation stirbt, vielleicht nicht genug Jungtiere vorhanden, um die Populationszahl konstant zu halten.

## Taxonomie
Elseya irwini gilt als eigene Art, obwohl sie ursprünglich (1996, 1998, 2006) dem Elseya dentata Artkomplex zugeordnet wurde. Später, 2007, wurde die Elseya Art aus dem Johnston River als eigenständige Art Elseya stirlingi beschrieben. Die Methode dieser Beschreibung, ein nicht von Experten geprüfter elektronischer Newsletter, war jedoch umstritten. 2010 wurde diese Beschreibung verworfen und Elseya stirlingi als Nomen dubium mit Elseya irwini synonymisiert, wobei Elseya irwini zuvor als auf das Burdekin River Einzugsgebiet südlich des Johnstone River beschränkt galt. Auch wenn Elseya stirlingi als Synonym galt, wurde sie aber immer noch als eigenständiges Taxon angesehen (Georges und Thomson, 2010), eine Ansicht die später durch weitere genetische Forschung gestützt wurde.